# Angvilski kanal
Angvilski kanal (fra. Canal d'Anguilla) je tjesnac u Karipskom moru. Odvaja otok Anguilla (britansko prekomorsko područje Angvila) na sjeveru od zajednice Saint Martin, prekomorske zajednice Francuske na otoku Sveti Martin, na jugu.

## Ekologija
Koraljni greben u kanalu nazvan Chris's Reef otkriven je 2009. godine. Sadrži ostatke vozila koja je možda uništio uragan Luis 1995. i koja su odložena na greben.

## Prijevoz
Postoji redovita trajektna linija između Blowing Pointa (Angvila) i Marigota (Saint Martin)